# Charlie Dunbar Broad
Charlie Dunbar Broad, född 30 december 1887 och död 11 mars 1971, var en brittisk filosof.
Broad var universitetslärare i St Andrews, Dundee, Bristol och från 1923 vid Cambridge University. Han var yngst i raden av de framstående filosoferna som samlats vid Cambridge i början av 1900-talet, och av vilka Bertrand Russell, George Edward Moore, J.M.E. McTaggart och William Ernest Johnson var hans lärare. Broad erövrade snabbt en ledande ställning inom den brittiska realismen.
Bland hans skrifter märks Perception physics and reality (1913), Scientific thought (1923), The mind and its place in nature (1925), The philosophy of Francis Bacon (1926). Broad var även medredaktör av tidskriften Mind.
Broad invaldes 1948 som utländsk ledamot av svenska Vetenskapsakademien.